# Seamus Elliott
Seamus Elliott (Rathfarnham, 4 juni 1934 – Dublin, 4 mei 1971) was een Ierse wielrenner. Zijn bijnaam was Shay.

## Carrière
In 1963 werd Elliott de eerste Ier die de gele trui veroverde in de Ronde van Frankrijk. Ook in andere rittenkoersen kon Elliot goed uit de voeten. Hij won etappes in de Ronde van Spanje en de Ronde van Italië hij werd in 1962 2e op het wereldkampioenschap en derde in de Vuelta.
Na zakelijke tegenslagen werd Elliott op 36-jarige leeftijd dood aangetroffen naast een jachtgeweer. De officiële doodsoorzaak was zelfmoord. Hij werd in Kilmacanogue begraven, naast zijn vader.
Sinds de jaren zestig vindt in Ierland de jaarlijkse Shay Elliott Memorial Race plaats.

## Overwinningen
1953
- Iers kampioen op de weg, amateurs

1956
- GP Catox
- 3e etappe Tour du Sud-Est
- GP Isbergues

1958
- 2e en 3e etappe Vierdaagse van Duinkerke
- Puntenklassement Vierdaagse van Duinkerke

1959
- GP Denain
- Omloop Het Volk
- Manx Premier Trophy

1960
- GP Stan Ockers
- 18e etappe Ronde van Italië

1961
- 2e etappe Vierdaagse van Duinkerke

1962
- 4e etappe Ronde van Spanje

1963
- 3e etappe Ronde van Frankrijk
- 13e etappe Ronde van Spanje
- Manx Premier Trophy

1965
- 1e etappe Ronde van de Oise
- Eindklassement Ronde van de Oise

## Resultaten in voornaamste wedstrijden
| Jaar | Ronde van Italië | Ronde van Frankrijk | Ronde van Spanje |
| ---- | ---------------- | ------------------- | ---------------- |
| 1956 |                  | opgave              |                  |
| 1957 |                  |                     |                  |
| 1958 |                  | 48e                 |                  |
| 1959 | 40e              | buiten tijd         |                  |
| 1960 | 68e (1)          |                     |                  |
| 1961 | opgave           | 47e                 |                  |
| 1962 |                  |                     | ↑ (1)            |
| 1963 |                  | 61e (1)             | 41e (1)          |
| 1964 |                  | buiten tijd         |                  |
| 1965 |                  |                     |                  |
| 1966 |                  |                     |                  |

| Jaar | Milaan-San Remo | Gent-Wevelgem | Ronde van Vlaanderen | Parijs-Roubaix | Luik-Bast.‑Luik | Ronde van Lombardije | Omloop Het Volk | Waalse Pijl | Rund um den Henninger-Turm |  | WK op de weg |  | Wereldranglijsten |
| ---- | --------------- | ------------- | -------------------- | -------------- | --------------- | -------------------- | --------------- | ----------- | -------------------------- |  | ------------ |  | ----------------- |
| 1956 | 44e             |               |                      |                |                 |                      |                 |             |                            |  | 14e          |  |                   |
| 1957 |                 |               | 7e                   | 18e            |                 |                      | 7e              |             |                            |  |              |  |                   |
| 1958 | 10e             | 7e            |                      | 20e            | 15e             | 27e                  | 12e             |             |                            |  | 22e          |  |                   |
| 1959 | 32e             |               | 9e                   | 12e            |                 | 21e                  | Goud            |             |                            |  | 22e          |  |                   |
| 1960 |                 |               | 15e                  | 11e            |                 | 31e                  |                 |             |                            |  | 17e          |  |                   |
| 1961 |                 |               |                      |                |                 |                      | 24e             | 40e         |                            |  |              |  |                   |
| 1962 |                 | 46e           |                      |                |                 |                      |                 |             |                            |  | ↑            |  | 8e (SPP)          |
| 1963 |                 | 23e           |                      |                |                 |                      |                 |             | 7e                         |  | 26e          |  |                   |
| 1964 | 35e             |               |                      | 38e            |                 |                      |                 |             |                            |  | 19e          |  |                   |
| 1965 |                 | 4e            |                      | 29e            |                 |                      |                 |             |                            |  |              |  |                   |
| 1966 |                 | 5e            |                      |                |                 |                      |                 |             |                            |  |              |  |                   |

R. Altig · 
W. Altig ·
Annaert · 
Anquetil ·
Beaumont · 
Binggeli ·
Claud ·
Cloarec ·
Delattre · 
Dufraisse ·
Elliott ·
Everaert ·
Gandolfo ·
Geldermans ·
Graczyk ·
Janssens ·
Le Dudal · 
Le Her ·
Le Lan ·
Lepolard ·
Queheille ·
Raynal ·
de Roo ·
Robinson ·
Rostollan ·
Rousseau ·
Sciardis ·
Stablinski  ·
Stolker ·
Thomas ·
Varnajo
R. Altig · 
W. Altig ·
Annaert · 
Anquetil ·
Beaumont · 
Belena ·
Bergaud ·
Camillo ·
Cauvet ·
Claud ·
Cousseau ·
Delattre · 
A. Delort ·
F. Delort ·
Dufraisse ·
Elliott ·
Everaert ·
Gandolfo ·
Geldermans ·
Grain ·
Hassenforder ·
Hugens ·
Ignolin ·
Le Dudal · 
Le Hec ·
Lebaube ·
Maliepaard ·
Novak ·
Queheille ·
Raynal ·
de Roo ·
Rostollan ·
Simon ·
Stablinski  ·
Stolker ·
Thiélin ·
Varnajo ·
Zimmermann
R. Altig · 
W. Altig ·
Annaert · 
Anquetil ·
Belena ·
Bourles ·
Cauvet ·
Charruau ·
Crinnion ·
Dejouhannet · 
Delattre · 
A. Delort ·
F. Delort ·
Ducard ·
Dufraisse ·
Elliott ·
Eugène · 
Everaert ·
Gaignard ·
Gandolfo ·
Geldermans ·
Grain ·
den Hartog ·
Ignolin ·
Le Dudal · 
Le Her ·
Le Hir ·
Lebaube ·
Lute ·
Maliepaard ·
Mazeaud ·
Munter ·
Novak ·
de Roo ·
Rostollan ·
Simon ·
Stablinski ·
Stolker ·
Thiélin ·
Thomin ·
Varnajo ·
Zimmermann
Aimar · 
Anquetil ·
Beuffeuil ·
Denson ·
Elliott ·
Everaert ·
Graczyk ·
Grain ·
den Hartog ·
Ignolin ·
Jourden ·
Le Dudal · 
Lebaube ·
Lemeteyer ·
Lute ·
Martin ·
Novak ·
Poppe ·
Quesne ·
Rostollan ·
Salmon ·
Stablinski ·
Thiélin ·
Vannitsen ·
Wuillemin
Aerenhouts ·
Bachelot ·
Bellone · 
Bodin ·
Boudringhin ·
Bourgois ·
Bouton ·
Cazala ·
Chappe ·
Cools ·
Delort ·
Elliott ·
Genet ·
Guimbard ·
Hiddinga ·
Hoban ·
Ignolin ·
Jourden ·
Laforest ·
Leduc ·
Manzano ·
Melckenbeeck ·
Poulidor ·
Poulot ·
Spruyt ·
Swerts · 
Van Schil ·
Wolfshohl
Anglade ·
Bellone · 
Beugels ·
Biville ·
Bodin ·
Bourgois ·
Campaner ·
Cazala ·
Chappe ·
Cools ·
Elliott ·
Ferrer ·
Foucher ·
Genet ·
Griese ·
Hiddinga ·
Hiltenbrandt ·
Hoban ·
Lancien ·
Marcarini ·
Poulidor ·
Roelandts ·
Spruyt ·
Swerts · 

Van Loo ·
Van Mechelen ·
Wuytack
- Library of Congress Control Number: nb2012013600
- Virtual International Authority File: 250710465
- WorldCat: E39PBJyMkxJBRxMWJPhK3THcT3